# 안양 삼막사 삼귀자
안양 삼막사 삼귀자는 대한민국 경기도 안양시 만안구 삼막로 478에 있다. 2018년 7월 16일 안양시의 향토문화재 제4호로 지정되었다.

## 개요
삼막사 삼귀자는 시‧서‧화의 삼재로 알려진 지운영이 삼막사에 은거할 당시에 새긴 것으로 각기 다른 형태의 ‘龜’자 3개가 전서로 음각되어 있다. 조선후기의 불교 유산으로 가치를 지닌 명문이다.
조선후기 종두법을 실시한 지석영(池錫英)의 형 지운영(池雲英, 1852-1935)이 이곳 백련암지(白蓮庵址)에 은거할 당시에 쓴 글로 바위면을 다듬어 음각으로 거북 귀자를 새겨 놓았다.
삼귀자 좌측에 「불기 2947년 경신중양 불제자 지운영 경서」란 명문이 있어 1920년에 쓴것이며 서체는 전서(篆書)로 우측에는 「관음몽수장수영자」라 하여 꿈에 관음보살을 본 후에 글씨를 썼음을 알 수가 있다.